# 雪砲
雪砲，是一种可以迅速把大量液态水转化成为高压雾化冰晶的电气装置，主要用于人工造雪，布置人工滑雪场地、消防等方面。

## 外观
多数配有方便移动的履带式车轮，上载有直径较宽（直径约半米）粗短的喷雪炮筒。

## 工作方式
主要通过其雪炮筒上的喷嘴喷出定向的冰晶流。附近的空氣應在0℃或以下，但若濕度低，1℃也可能成功造雪。
雪砲會消耗能量和水，人造雪融化的水可能影響附近的生態系統。